# Laurence Bensimon
Pour les articles homonymes, voir Bensimon (homonymie).
Laurence Bensimon-Clémente est une nageuse française née le 24 janvier 1963.

## Biographie

### Carrière sportive
En club, elle a été licenciée à l'AM Vittel, au CS Clichy 92, au club de Mission Viejo Nadadores en Californie. Elle a aussi nagé pour l'université de l'Alabama et la Florida Atlantic University où elle détient toujours des records en yards (NCAA). Elle intègre d'ailleurs le Hall of Fame de la Florida Atlantic University en 2006

#### Carrière internationale
Laurence Bensimon est membre de l'équipe de France des championnats du monde à Guayaquil en 1982, terminant septième de la finale du relais 4x100 mètres nage libre. Elle est huitième de la finale du 200 mètres quatre nages et septième de la finale du relais 4x100 mètres nage libre aux championnats d'Europe à Rome en 1983. 
Elle est membre de l'équipe de France aux Jeux olympiques d'été de 1984 à Los Angeles, prenant part aux 200 et 800 mètres nage libre, au 200 mètres quatre nages et au relais 4x100 mètres nage libre. Elle est éliminée en séries dans les épreuves individuelles et elle termine huitième de la finale du relais.
Elle participe aussi aux championnats d'Europe à Sofia en 1985, aux championnats du monde à Madrid en 1986, aux championnats d'Europe à Strasbourg en 1987 et aux championnats d'Europe à Bonn en 1989, sans atteindre de finale.

#### Carrière nationale
Elle remporte douze titres nationaux individuels : elle est six fois championne de France sur 200 mètres quatre nages (hiver 1982, été 1983, hiver 1984, été 1985, hiver 1986 et été 1989), une fois championne de France sur 400 mètres quatre nages (été 1983), une fois championne de France sur 100 mètres nage libre (hiver 1984), une fois championne de France sur 200 mètres nage libre (hiver 1984), deux fois championne de France sur 400 mètres nage libre (été 1983 et hiver 1984) et une fois championne de France sur 800 mètres nage libre (hiver 1984). Elle a battu plus de 50 records de France à titre individuel, et plus de 100 records de France avec l'Equipe de France et son club.

### Reconversion
En 1995, elle est membre du comité de soutien de Gilles Catoire, maire socialiste de Clichy.
Elle travaille à la mairie de Paris en 1999 comme conseillère technique puis comme directrice adjointe de la communication en 2000 sous le mandat de Jean Tiberi.
Diététicienne de l'équipe de France de natation, elle est devenue agricultrice biologique et nutritionniste. Elle travaille comme actiphysicienne à l'hôpital de la Pitié-Salpétrière[source insuffisante].

### Propriétaire de chevaux et procédures pénales
Elle est propriétaire de nombreux équidés confiés à plusieurs écuries à travers la France. Selon le journal Le Parisien, une dizaine d'écuries lui reprochent de ne pas payer les pensions et soins effectués sur ses chevaux, les laissant dans des difficultés financières avec l'obligation légale de bientraitance des chevaux. Des actions en justice ont été entreprises pour vendre les chevaux en enchères ainsi que pour récupérer l'argent dû.